# Estatuto de Autonomía de Ceuta
El Estatuto de Autonomía de Ceuta es la norma institucional básica de la ciudad autónoma de Ceuta. Fue aprobado por las Cortes Generales mediante la Ley orgánica 1/1995 de 13 de marzo, publicada en el BOE al día siguiente. Al mismo tiempo se aprobaba igualmente el Estatuto de Autonomía de Melilla.

## Proceso
La Constitución Española de 1978 establece en su disposición transitoria quinta:

Las ciudades de Ceuta y Melilla podrán constituirse en Comunidades autónomas si así lo deciden sus respectivos Ayuntamientos mediante acuerdo adoptado por la mayoría absoluta de sus miembros y así lo autorizan las Cortes Generales, mediante una ley orgánica, en los términos previstos en el artículo 144.

A su vez, el artículo 144 establece:

Las Cortes Generales, mediante Ley Orgánica, podrán, por motivos de interés nacional:

1. Autorizar la constitución de una Comunidad Autónoma cuando su ámbito territorial no supere el de una provincia y no reúna las condiciones del apartado 1 del artículo 143.
2. Autorizar o acordar, en su caso, un Estatuto de autonomía para territorios que no estén integrados en la organización provincial.
3. Sustituir la iniciativa de las Corporaciones locales a que se refiere el apartado 2 del artículo 143.

Desde 1981, el reconocimiento de la autonomía se había buscado anteriormente en diversas ocasiones sin llegar a producirse un consenso de las diversas fuerzas políticas en su formulación, lo que originó en la ciudad la aparición de diversas plataformas reivindicativas que apremiaban a la clase política para su tratamiento, el cual finalmente se llevó a cabo en el marco de los Acuerdos Autonómicos entre PP y PSOE de 1992. El principal punto de disensión se originaba en el tratamiento del régimen político, por el que una de las partes deseaba dotarla de un status similar al de una autonomía pero no igualitario, mientras la otra deseaba que, como parte integrante de la Nación española y según la mencionada disposición transitoria quinta, se otorgara la plena autonomía. Finalmente, el consenso llegó a través de la figura de Ciudad Autónoma.

## Reacción en Marruecos
El gobierno de Marruecos considera que Ceuta y Melilla, así como las plazas de soberanía situadas en la costa norteafricana, son territorio ocupado que debe ser reintegrado. El estatuto de Autonomía de Ceuta establece en su Título preliminar que Ceuta se trata de una parte integrante e indisoluble de la Nación española, lo cual desestima cualquier consideración de las reivindicaciones marroquíes.
Tanto en el marco de su proyecto como en el de su aprobación, se produjeron diversas protestas por parte del ejecutivo marroquí, así como de otros líderes políticos del país, que se fueron calmando a finales de 1995.

## Posteriores reformas
Desde 2005 existe el proyecto de reforma del estatuto, que entre sus principales objetivos tiene el de denominarse finalmente comunidad autónoma y adquirir mayores competencias, limitadas en su régimen debido a su carácter especial.